# Латинска црква у Горњем Матејевцу
Латинска црква или Русалија у Горњем Матејевцу, на брду Метох изнад Ниша, је посвећена Светој Тројици и спада у групу ретких очуваних грађевина из преднемањићког доба, а подигнута је највероватније у првој половини 11. века, у доба византијске владавине тим простором. 
Решењем Републичког завода за заштиту споменика културе број 963/3 из 21.10.1963. године уврштена је у споменик културе. Као Непокретно културно добро од великог значаја проглашена је 1983. године. 

## Историја
Латинска црква свој народни назив је добила по Дубровчанима (католицима тј. Латинима) који су је користили током 16. века. У периоду од 1968. до 1974. године, на цркви су обављени конзерваторски и рестаураторски радови, током којих јој је враћен њен изворни облик, који је реконструисан на основу њених остатака и археолошких истраживања. Данас се Латинска црква налази под заштитом Републике Србије, као споменик културе од великог значаја.

## Изглед цркве
Латинска црква је једнобродна грађевина малих димензија. Има основу уписаног крста сажетог типа са куполом и полукружном олтарском апсидом. Њена унутрашњост је паровима бочних пиластра, повезаних луковима, подељена на три травеја, неједнаких димензија, тако да су бочни (источни и западни) засведени полуобличасто, док се над централним формира основа куполе. Сама купола је осмострана са четири прозора. Црква је имала и нартекс (који је данас очуван само у нивоу темеља) за који се сматра да су га подигли Дубровчани.
У њеној унутрашњости нису пронађени остаци средњовековног живописа, али је познато да је 1870. године осликана, тада је сликан и лик „Светог Милоша Обилића“ у природној величини. Спољашњост цркве украшена је употребом византијског начина градње (наизменичним постављањем редова белог камена и црвене опеке), слепим аркадама и пластичном декорацијом, а у њеној градњи је искоришћена и једна римска надгробна стела.